# 阿茨贝格 (施泰尔马克州)
阿茨贝格（德語：Arzberg）是奥地利施泰尔马克州魏茨县的一个市镇。总面积15平方公里，总人口596人，人口密度39.7人/平方公里（2005年）。